# Bački Breg
Bački Breg (izvirno srbsko Бачки Брег; hrvaško Bereg, madžarsko Béreg) je naselje v Srbiji, ki upravno spada pod Mesto Sombor; slednja pa je del Zahodnobačkega upravnega okraja.

## Demografija
V naselju, katerega izvirno (srbsko-cirilično) ime je Бачки Брег, živi 1142 polnoletnih prebivalcev, pri čemer je njihova povprečna starost 43,1 let (40,4 pri moških in 45,5 pri ženskah). Naselje ima 503 gospodinjstev, pri čemer je povprečno število članov na gospodinjstvo 2,76.
Prebivalstvo je večinoma nehomogeno, a v času zadnjih treh popisov je opazno zmanjšanje števila prebivalcev.
|  |

| Demografija | Demografija     | Demografija     |
| Leto        | Št. prebivalcev | Št. prebivalcev |
| ----------- | --------------- | --------------- |
|             |                 |                 |
|             |                 |                 |
|             |                 |                 |
|             |                 |                 |
| 1948        | 2244            |                 |
| 1953        | 2218            |                 |
| 1961        | 2045            |                 |
| 1971        | 2006            |                 |
| 1981        | 1770            |                 |
| 1991        | 1585            | 1493            |
| 2002        | 1477            | 1388            |
|             |                 |                 |

| Etnična sestava po popisu iz leta 2002 | Etnična sestava po popisu iz leta 2002 | Etnična sestava po popisu iz leta 2002 | Etnična sestava po popisu iz leta 2002 | Etnična sestava po popisu iz leta 2002 |
| -------------------------------------- | -------------------------------------- | -------------------------------------- | -------------------------------------- | -------------------------------------- |
| Hrvati                                 | Hrvati                                 |                                        | 738                                    | 53,17%                                 |
| Srbi                                   | Srbi                                   |                                        | 344                                    | 24,78%                                 |
| Jugoslovani                            | Jugoslovani                            |                                        | 67                                     | 4,82%                                  |
| Madžari                                | Madžari                                |                                        | 34                                     | 2,44%                                  |
| Nemci                                  | Nemci                                  |                                        | 8                                      | 0,57%                                  |
| Bunjevci                               | Bunjevci                               |                                        | 4                                      | 0,28%                                  |
| Črnogorci                              | Črnogorci                              |                                        | 3                                      | 0,21%                                  |
| Slovenci                               | Slovenci                               |                                        | 1                                      | 0,07%                                  |
| Slovaki                                | Slovaki                                |                                        | 1                                      | 0,07%                                  |
| Rusi                                   | Rusi                                   |                                        | 1                                      | 0,07%                                  |
| Makedonci                              | Makedonci                              |                                        | 1                                      | 0,07%                                  |
| Neznano                                | Neznano                                |                                        | 36                                     | 2,59%                                  |